# MasterChef Srbija (1. sezona)
MasterChef Srbija 2023-2024 je prva sezona kulinarskog reality showa MasterChef Srbija koji je s emitiranjem započeo 21. prosinca 2023. na programu Prva TV u Srbiji te Prva TV u Crnoj Gori. Posljednja epizoda prikazana je 23. ožujka 2024. godine.
Glavna nagrada bila je 50.000 eura.
Pobjednica prve sezone showa je Tanja Simić.

## Žiri
Žiri u prvoj sezoni bio je Filip Ćirić, Branko Kisić i Nenad Atanasković.

### Filip Ćirić
Filip Ćirić je 44-godišnji kulinarski stručnjak s impresivnom karijerom koja traje punih trideset godina. Poznat po svojoj strasti prema kulinarskom umijeću, Filip se ističe kao glavni kuhar i suvlasnik uglednih beogradskih restorana Homa i Homa Bistrot.

### Branko Kisić
Branko Kisić je 36-godišnji kuhar, a trenutno je glavni kuhar u beogradskom restoranu Klub književnika. Imao je priliku da priprema jela za kraljevsko vjenčanje, ali i mnoge poznate osobe, kao što su Julia Roberts, Johnny Depp i Nastassja Kinski.

### Nenad Atanasković
Nenad Atanasković je 32-godišnji kuhar u kojem ima skoro deset godina iskustva. Do sada je radio u brojnim restoranima širom svijeta, a kuhar je i suvlasnik Thyme streetfood-a i restorana Thyme u Beogradu. 

## Audicije
Audicijskim emisijama pristupilo je 40 kandidata po odabiru produkcije. Bili su podijeljeni u grupe od po pet kandidata. Prvi zadatak kandidata bio je pripremiti jelo po vlastitom izboru koje predstavlja njih same, a najbolji 24 natjecatelja prošlo je u nastavak showa. Stručni žiri ocijenio je njihove kulinarske sposobnosti, a u idućem kuhanju dolazimo do najboljih 16 sudionika koji su prošli u glavni dio natjecanja.
Popis kandidata koji su prošli audiciju:
| 1. epizoda, 21. prosinca 2023. Prva grupa - Ivana Ćorović - Nenad Lukjanović - Marko Globarević Druga grupa - Martin Osmanović - Slavica Arsić - Marija Šćepanović Treća grupa - Tanja Simić - Gordana Stanković - Ognjen Živković - Miodrag Stević | 2. epizoda, 22. prosinca 2023. Prva grupa - Života Timotić - Vesna Radovanović - Milana Bogdanović Druga grupa - Jelena Milutinović - Silvana Hadžić - Anamaria Babicković Treća grupa - Bogdan Stanojević - Ivana Ostojić | 3. epizoda, 28. prosinca 2023. Prva grupa - Nemanja Alempijević - Boris Anđelić - Nina Lazić - Teodora Adžamović - Milutin Davidović Druga grupa - Milica Krstić |  |

## Najboljih 16 kandidata
U četvrtoj epizodi, 29. prosinca 2023. godine izabrano je 16 najboljih kandidatkinja i kandidata koji ulaze u glavni dio emisije. 
| Kandidat            | Mjesto                      | Dob | Zanimanje              |
| ------------------- | --------------------------- | --- | ---------------------- |
| Anamaria Babičković | Subotica, Srbija            | 26  | magistrica ekonomije   |
| Bogdan Stanojević   | Vrnjačka Banja, Srbija      | 34  | turistički inspektor   |
| Vesna Radovanović   | Smederevska Palanka, Srbija | 68  | umirovljenica          |
| Gordana Stanković   | Rogljevo, Srbija            | 54  | domaćica               |
| Ivana Ćorović       | Milano, Italija             | 54  | n/n                    |
| Ivana Ostojić       | Beograd, Srbija             | 26  | povjesničar umjetnosti |
| Martin Osmanović    | Niš, Beograd                | 28  | inženjer               |
| Milana Bogdanović   | Novi Sad, Beograd           | 23  | kuhar                  |
| Milica Krstić       | Niš, Beograd                | 26  | imunolog i biolog      |
| Nemanja Alempijević | Beograd, Srbija             | 30  | n/n                    |
| Nenad Lukjanović    | Niš, Beograd                | 43  | n/n                    |
| Ognjen Živković     | Novi Sad, Beograd           | 25  | keramičar              |
| Silvana Hadžić      | Novi Sad, Beograd           | 56  | n/n                    |
| Slavica Arsić       | Beograd, Srbija             | 53  | n/n                    |
| Tanja Simić         | Beograd, Srbija             | 41  | n/n                    |
| Teodora Adžamović   | Beograd, Srbija             | 24  | n/n                    |

## Vanjske poveznice
- Službena stranica